# Монастир святого Онуфрія (Добромиль)
Добромильський монастир Святого Онуфрія Великого — василіянський монастир у Добромилі, релігійна і національна святиня України[джерело?]. Монастирська дзвіниця в стилі бароко (1751) має статус пам'ятки архітектури національного значення. Інші будівлі монастиря і Церква Переображення Господа Нашого Ісуса Христа (1705—1731) є пам'ятками архітектури місцевого значення. Монастир відомий Добромильською реформою Василіянського чину (1882), а також тим, що тут розпочинав своє чернече життя майбутній митрополит УГКЦ Андрей Шептицький.
Монастир розташований за 4 км від Сліпої гори, на якій знаходиться Добромильський замок Гербуртів.

## Історія

### Заснування
Вважають, що монастир заснований у XVI ст. Перша письмова згадка датована 24 серпня 1613 р., коли Ян Щенсний Гербурт і його дружина — княжна Єлизавета Заславська — надали грамоту в Перемишлі та наділили землями монастир.
Приблизно в цей час на узбіччі Чернечої гори, недалеко від нинішньої мурованої церкви, було розпочато будівництво дерев'яної церкви Святого Миколая Чудотворця і двох монастирських келій для монахів, які прибули із Святоюрського монастиря зі Львова. Впродовж 1640—1653 рр. було збудовано другу дерев'яну церкву Святого Іллі на тому місці, де тепер знаходиться монастирський цвинтар.
Ці дві дерев'яні церкви не збереглись до нашого часу: храм Святого Миколая Чудотворця розібрали у 1705 р. через активний зсув ґрунту, а храм Святого Іллі продали в 1772 р. до Перекопаня біля Перемишля після будівництва нової мурованої церкви.

### Спорудження мурованого монастиря

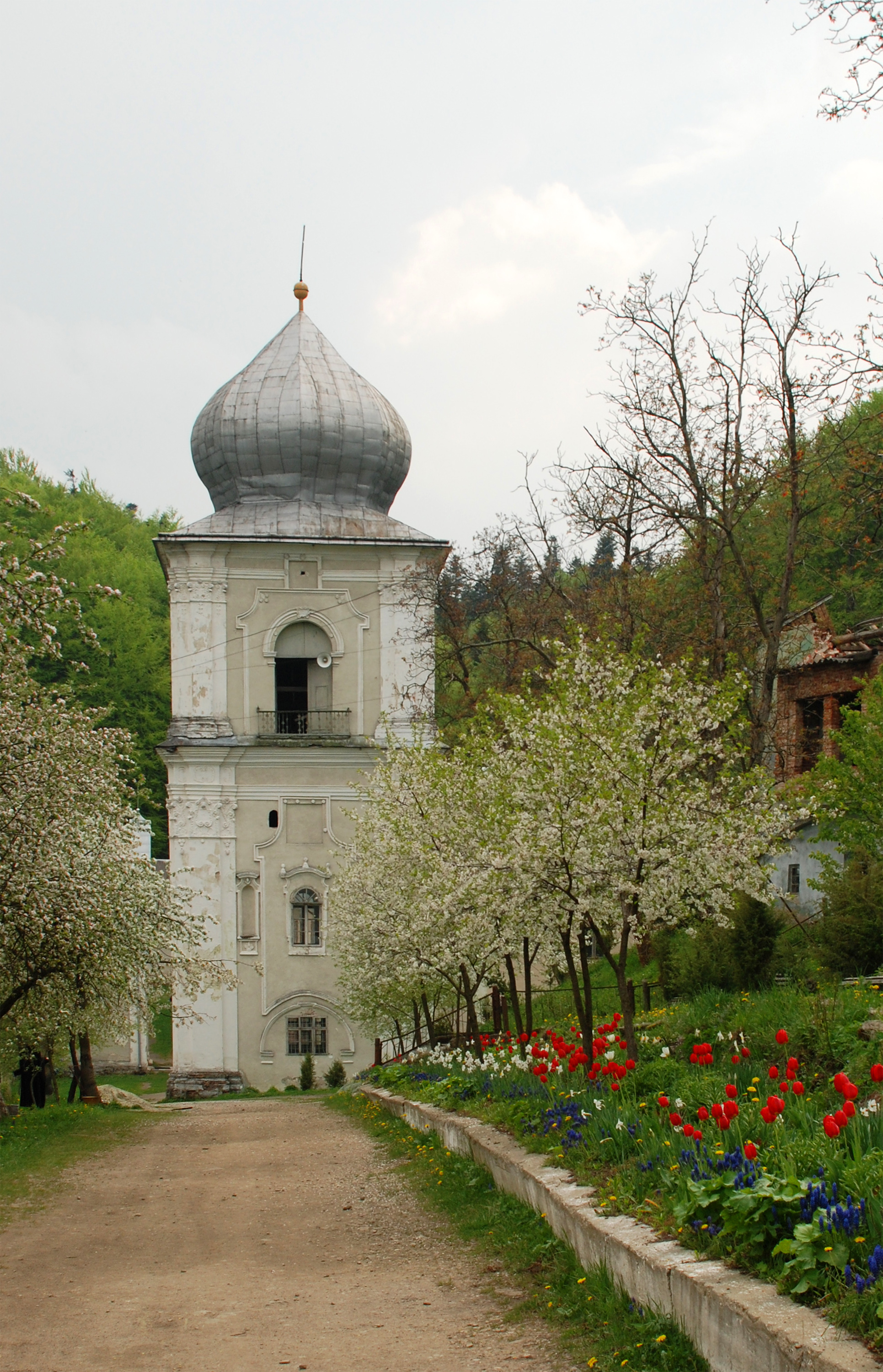
Монастирська дзвіниця

Спорудження нової мурованої церкви почалось у 1705 р. за проектом архітектора Якова Мамровця. Прототипом виступав монастир у Лаврові. У 1751 р. було закінчено будівництво дзвіниці. Монастирський корпус і церква Переображення Господа Нашого Ісуса Христа були зведені впродовж 1705—1731 рр. Монастир мав форму многокутника, в центрі розміщувались церква та келії із прибудованою дзвіницею, інші будівлі оточували їх з різних боків.
Монастир мав оборонне призначення, як більшість середньовічних монастирів. Він був обнесений оборонним муром з бійницями.

### Духовне життя
У 1882 році монастир став осередком реформи Василіянського Чину, яка отримала назву Добромильської. У ньому відкрито новіціат для реформованих василіян. 3 лютого 1884 року в монастирі розпочинав своє служіння Сотер Стефан Ортинський, в майбутньому перший єпископ УГКЦ в США.
28 травня 1888 року в Онуфріївському монастирі розпочав служіння церкві Роман Марія Александр Шептицький, майбутній митрополит Андрей Шептицький.
Нині щорічно відбуваються піші прощі Прилбичі — Добромиль (88 км), Добромиль — Львів, Собор Святого Юра (117 км), присвячені вшануванню Владики Андрея Шептицького.

### Навчання
Навчався, 1901 р. склав урочисті обітниці отець Яким Фещак.

### Ліквідація радянською владою
У 1946 році монастир був закритий за наказом радянської влади, а 1950 року в будівлі монастиря розмістили психоневрологічний інтернат для жінок. Церкву перекрили, поділили на 2 поверхи: на першому був склад, на другому клуб.

### Відбудова
У вересні 1992 року монастир було повернуто Чину отців Василіян. У 2000 році церкву та дзвіницю відреставрували. В даний час йде підготовка по збору, пошук коштів на іконостас і відбудову монастиря[джерело?].
24 травня 2013 року було відновлено келію новика брата Андрея Шептицького, який ревним служіням Господу Богу удостоївся бути вибраним та очолити Українську греко-католицьку церкву.